# Hypericum glandulosum
Espèce
Hypericum glandulosum est une espèce de plantes à fleurs de la famille des Hypericaceae originaire de Macaronésie.

## Synonymes
- Adenosepalum montanum Fourr.
- Hypericopsis montana Opiz
- Hypericum confertum Moench
- Hypericum elegantissimum Crantz

## Répartition
Açores et Madère

## Description

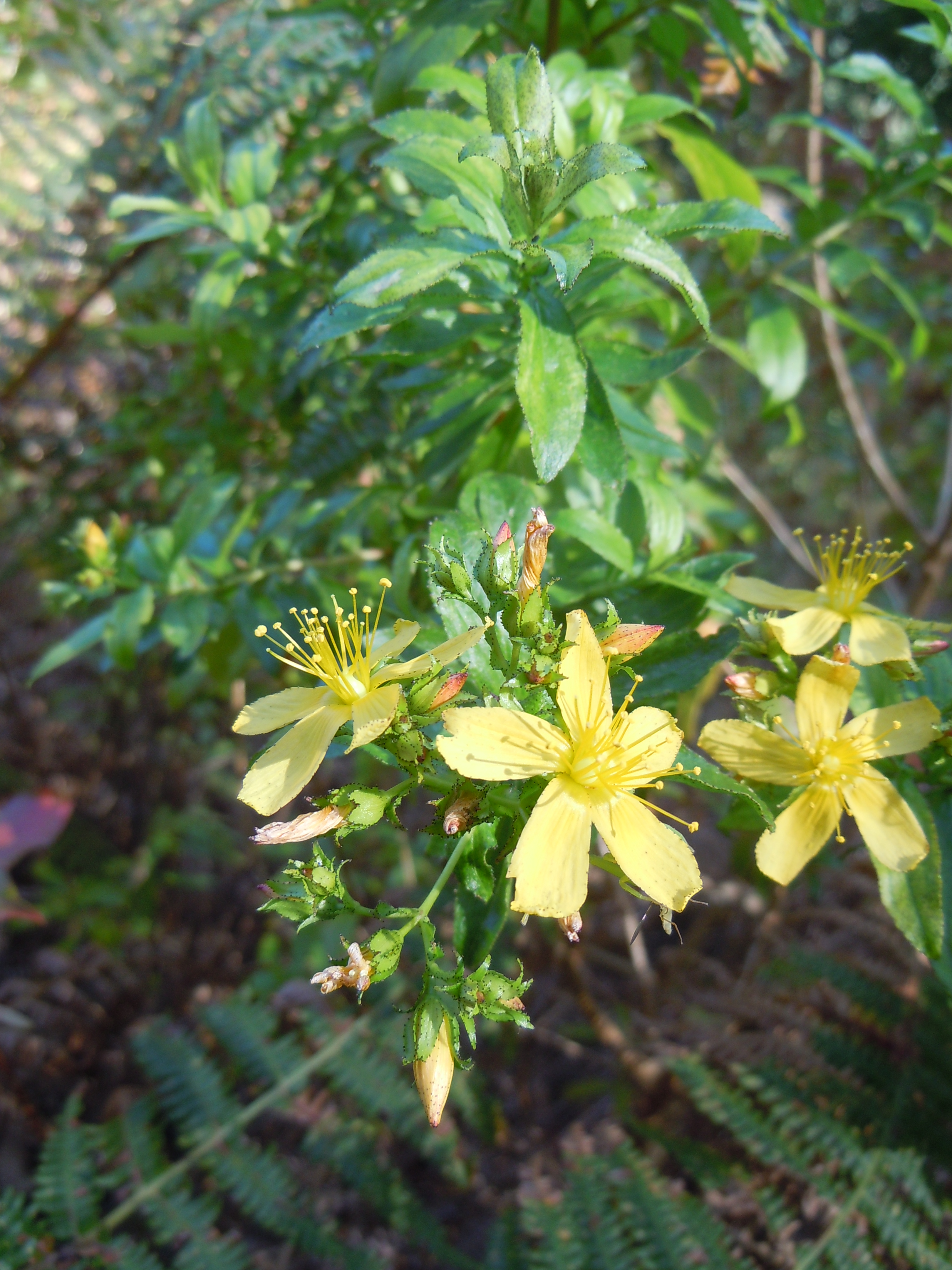
Hypericum glandulosum, sur un talus le long d'une levada à Madère.

- Plante herbacée des zones humides.
- Fleurs jaunes à cinq pétales.
- Hypericum glandulosum se caractérise par les minuscules glandes noires situées en bordure des feuilles.